# Italia Coast2Coast
Italia Coast2Coast è stato un programma televisivo andato in onda il 10 e il 17 maggio 2012 su Rai 2, condotto da Trio Medusa e Laura Barriales.
Si trattava di uno show che puntava a mostrare i vari programmi delle TV e radio locali italiane, nel quale venivano trasmessi filmati e video dedicati ai programmi ed ai personaggi delle televisioni regionali. C'erano anche filmati di persone che sono diventate famose sul web.
Il programma è stato trasmesso in diretta dall'Auditorium RAI di Napoli, con la conduzione del Trio Medusa e Laura Barriales.
Avrebbe dovuto essere articolato in quattro puntate, ma ha chiuso in anticipo per i bassi ascolti riscontrati.

## Ospiti
Ospite in entrambe le serate era Mino Franciosa, fenomeno pugliese del web, per i suoi balletti.
| Puntata numero | Puntata del    | Ospiti                                            | Ascolti         |
| -------------- | -------------- | ------------------------------------------------- | --------------- |
| 1              | 10 maggio 2012 | Massimo Boldi e Diego Abatantuono                 | 821.000 (3,19%) |
| 2              | 17 maggio 2012 | Massimo Lopez, Tullio Solenghi ed Uccio De Santis | 693.000 (2,78%) |